# Philolema spinifera
Philolema spinifera is een vliesvleugelig insect uit de familie Eurytomidae. De wetenschappelijke naam is voor het eerst geldig gepubliceerd in 1911 door Cameron.